# Кристиан VII
Кристиан VII е крал на Дания и Норвегия от 1766 до смъртта си през 1808 г.

## Произход
Роден е през 1749 г. в Кристиансборг, Дания. Син е на крал Фредерик V и Луиза Британска.

## Управление
Изглежда Кристиан VII е бил много интелигентен, както и талантлив в някои области, но начинът, по който било водено неговото обучение от един жесток възпитател, който систематично издевателствал над него, става причина той да развие фобии с пристъпи на параноя, самонаранявания и халюцинации. Това го направило неспособен да управлява.
Между 1770 и 1772 г. Кристиан VII попада под влиянието на личния си лекар Йохан Фридрих Струензе и го оставя на практика в този период да управлява страната. Впрочем за това време Струензе успял да прокара доста реформи. През 1772 г. обаче мащехата на Кристиан VII Юлиана фон Брауншвайг-Волфенбютел отстранява Струензе с помощта на недоволната от неговите реформи аристокрация. Под натиска на мащехата си Кристиан VII подписва заповед за арест на бившия си лекар и за неговата екзекуция. Регенти стават Юлиана фон Брауншвайг-Волфенбютел и нейният син (и полубрат) на Кристиан VII Фредерик Датски. От 1784 г. до смъртта на Кристиан VII неофициално регент е неговият син Фредерик VI.

## Семейство
През 1766 г. Кристиан VII се жени за Каролина Матилда Британска, сестра на британския крал Джордж III. Той бързо загубва интерес към нея и, отхвърлена и самотна, тя започва любовна връзка с личния му лекар Йохан Фридрих Струензе. През 1772 г., когато Юлиана фон Брауншвайг-Волфенбютел и Фредерик Датски стават регенти, Каролина Матилда е изпратена в изгнание и кралската двойка се разделя. От брака им се раждат две деца:
- бъдещият крал Фредерик VI
- Луиза Аугуста Датска (1771 – 1843), за която има съмнения, че всъщност е дъщеря на Струензе